# 李映德
李映德（1947年2月—2003年5月5日），白族，云南大理海东镇向阳村人，中华人民共和国地方官员。曾任大理白族自治州人民政府州长，为第九届全国人大民族委员会委员。

## 生平
1965年10月，李映德参加工作，在大理州财政、金融系统工作。1986年12月，任中共宾川县委书记；1988年6月，转任大理白族自治州人民政府党组副书记、常务副州长；1993年7月，在大理白族自治州第九届人民代表大会第一次全体会议上，当选大理州人民政府州长，并任中共大理州人民政府党组书记。2001年7月，调任云南省发展计划委员会副主任、党组副书记（正厅级）。2003年1月，改任云南省水利厅厅长、党组书记。2003年5月5日因交通事故去世，享年56岁。